# Le tre Grazie (Regnault)
Le tre Grazie (Les trois Grâces) è un dipinto attribuito al pittore francese Jean-Baptiste Regnault, realizzato tra il 1793 e il 1794 ed esposto al museo del Louvre di Parigi. L'opera venne esposta per la prima volta nel 1800.

## Descrizione

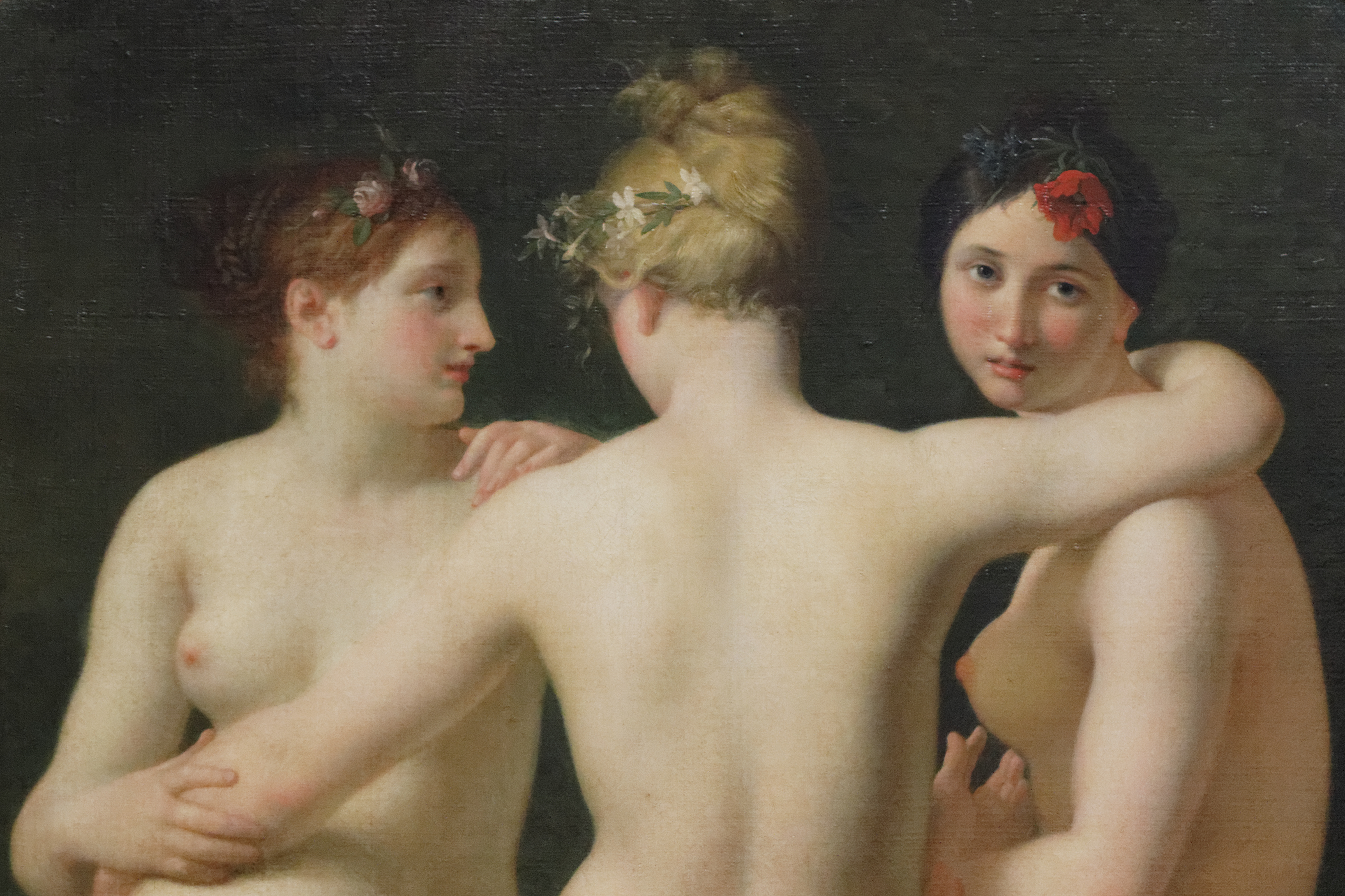
Un dettaglio delle Grazie.

Le tre Grazie è un quadro che rivela appieno il gusto per l'antichità di cui si appassionarono i francesi nel diciottesimo secolo. Regnault interpreta proprio in questa opera, non senza una certa maestria, una scultura antica alla quale restituisce i colori, l'incanto e il fascino degli esseri viventi. 
Le tre Grazie, figlie di Zeus e di Eurinome, simboleggiano la castità, la bellezza e l'amore. Tra le rappresentazioni più celebri di questo gruppo si possono evidenziare quelle di Raffaello, la Primavera di Botticelli, l'opera del Rubens, così come un gruppo scolpito nel 1812 da Antonio Canova. Gli artisti si ispirarono a un affresco di Pompei e ritrassero le Grazie nude e abbracciate come simbolo dell'armonia suprema che le unisce.
Aglaia, Eufrosine e Talia si stagliano davanti a uno sfondo interamente nero, mentre calpestano un prato con i loro piedi nudi. Come nella maggior parte delle raffigurazioni di questo tema artistico, la Grazia al centro è ritratta di schiena, mentre abbraccia le sue compagne. La Grazia di sinistra è ritratta di profilo, mentre quella di destra volge il proprio sguardo nei confronti dello spettatore. I loro capelli sono cinti da diademi floreali, e una rosa rossa nel caso della Grazia di destra. Si ipotizza che una fonte di ispirazione per le Grazie possano essere anche le statue della dea Venere: la Grazia centrale ricorda molto la Venere Callipigia, una statua della dea dell'amore conservata a Napoli, mentre le altre due richiamano la Venere Medici nella galleria degli Uffizi fiorentina.

## Nella cultura di massa
La tela attribuita a Regnault potrebbe aver ispirato una fotografia per una campagna pubblicitaria realizzata da Mario Sorrenti per Yves Saint Laurent, nella quale venivano rivisitate molte opere dell'arte europea.